# グアム日本人学校
グアム日本人学校とはグアムのマンギラオにある日本人学校である。全日制課程と補習授業校の２つがある。

## 歴史
日本人学校設立以前のグアム在住の邦人の子息は日本語特別補習学校に通っていた。 1972年に設立された地元の日本人会は日本語教室の開設を検討し、翌1973年の5月にグアム空港にあったJALの事務所の会議室に日本語教室が開かれる事となった。その後1975年の9月に補習授業校になるとともにSt.John'sへ移転し、4年後の1979年にはフジタホテルに移転した後に1987年に地元小学校の6教室を借りる形でタムニンに移転。
この頃日本人会は正式な日本人学校を設立する方向へ協議が進み、1988年4月に総会で設立が決議される。翌1989年4月にアガナ日本人学校が設立され、当初はタムニンにあるパシフィック・アイランド・クラブ・ホテルに日本人学校と補習授業校の仮校舎があった。マンギラオにある現校舎は200万ドルをかけて1990年3月に竣工し、翌月に開校した。
1999年3月17日に現在の校名となった。2002年4月に幼稚部が開設され、2人の児童が入園した。